# Onthophagus gorokae
Onthophagus gorokae là một loài bọ cánh cứng trong họ Bọ hung (Scarabaeidae).